# Olympische Sommerspiele 1996/Hockey
Bei den XXVI. Olympischen Sommerspielen 1996 in Atlanta fanden zwei Wettkämpfe im Hockey statt. In den Entscheidungsspielen wurde keine Verlängerung gespielt, sondern sofort ein Siebenmeterschießen durchgeführt. Erstmals bei Olympischen Spielen kam die Interchanging-Regel zur Anwendung: so konnten bis zu 16 Spieler in einem Spiel eingesetzt werden.

## Herren

### Spielmodus
Wie in den Spielen seit 1984 spielten die 12 Teilnehmer in zwei Gruppen A und B, anschließend die Überkreuzspiele und dann das Finale.

### Gruppe A
| Spanien und Deutschland qualifizierten sich für das Halbfinale. |       |                           |           |  |
| 20. Juli                                                        | 09:00 | Deutschland – Spanien     | 0:1 (0:0) |  |
|                                                                 | 17:30 | Pakistan – USA            | 4:0 (3:0) |  |
|                                                                 | 20:00 | Indien – Argentinien      | 0:1 (0:0) |  |
| 22. Juli                                                        | 09:00 | Pakistan – Spanien        | 0:3 (0:2) |  |
|                                                                 | 17:30 | Deutschland – Indien      | 1:1 (0:0) |  |
|                                                                 | 20:00 | USA – Argentinien         | 2:5 (0:5) |  |
| 24. Juli                                                        | 09:00 | USA – Indien              | 0:4 (0:2) |  |
|                                                                 | 17:30 | Spanien – Argentinien     | 2:1 (0:1) |  |
|                                                                 | 20:00 | Deutschland – Pakistan    | 3:1 (1:0) |  |
| 26. Juli                                                        | 09:00 | Deutschland – Argentinien | 3:0 (2:0) |  |
|                                                                 | 17:30 | Pakistan – Indien         | 0:0       |  |
|                                                                 | 20:00 | Spanien – USA             | 7:1 (3:0) |  |
| 28. Juli                                                        | 09:00 | Pakistan – Argentinien    | 6:2 (1:1) |  |
|                                                                 | 17:30 | Deutschland – USA         | 3:0 (3:0) |  |
|                                                                 | 20:00 | Spanien – Indien          | 1:3 (1:1) |  |

| Tabelle Gruppe A | Tabelle Gruppe A | Tabelle Gruppe A | Tabelle Gruppe A | Tabelle Gruppe A |
| Platz            | Team             | Spiele           | Tore             | Punkte           |
| ---------------- | ---------------- | ---------------- | ---------------- | ---------------- |
| 1.               | Spanien          | 5                | 14:05            | 8                |
| 2.               | Deutschland      | 5                | 10:03            | 7                |
| 3.               | Indien           | 5                | 08:03            | 6                |
| 4.               | Pakistan         | 5                | 11:08            | 5                |
| 5.               | Argentinien      | 5                | 09:13            | 4                |
| 6.               | USA              | 5                | 03:23            | 0                |

### Gruppe B
| Die Niederlande und Australien qualifizierten sich für das Halbfinale. |       |                              |           |  |
| 21. Juli                                                               | 09:00 | Niederlande – Malaysia       | 2:0 (2:0) |  |
|                                                                        | 17:30 | Großbritannien – Südkorea    | 2:2 (1:1) |  |
|                                                                        | 20:00 | Südafrika – Australien       | 1:1 (0:1) |  |
| 23. Juli                                                               | 09:00 | Niederlande – Großbritannien | 2:2 (1:1) |  |
|                                                                        | 17:30 | Malaysia – Südafrika         | 2:2 (0:1) |  |
|                                                                        | 20:00 | Australien – Südkorea        | 3:2 (2:2) |  |
| 25. Juli                                                               | 09:00 | Südkorea – Südafrika         | 3:3 (1:0) |  |
|                                                                        | 17:30 | Malaysia – Großbritannien    | 2:2 (1:0) |  |
|                                                                        | 20:00 | Niederlande – Australien     | 3:2 (2:2) |  |
| 27. Juli                                                               | 09:00 | Malaysia – Australien        | 1:5 (0:4) |  |
|                                                                        | 17:30 | Südafrika – Großbritannien   | 0:2 (0:2) |  |
|                                                                        | 20:00 | Niederlande – Südkorea       | 3:1 (0:1) |  |
| 29. Juli                                                               | 09:00 | Großbritannien – Australien  | 0:2 (0:2) |  |
|                                                                        | 17:30 | Malaysia – Südkorea          | 2:4 (0:1) |  |
|                                                                        | 20:00 | Niederlande – Südafrika      | 4:1 (3:0) |  |

| Tabelle Gruppe B | Tabelle Gruppe B | Tabelle Gruppe B | Tabelle Gruppe B | Tabelle Gruppe B |
| Platz            | Team             | Spiele           | Tore             | Punkte           |
| ---------------- | ---------------- | ---------------- | ---------------- | ---------------- |
| 1.               | Niederlande      | 5                | 14:06            | 9                |
| 2.               | Australien       | 5                | 13:07            | 7                |
| 3.               | Großbritannien   | 5                | 08:08            | 5                |
| 4.               | Südkorea         | 5                | 12:13            | 4                |
| 5.               | Südafrika        | 5                | 07:12            | 3                |
| 6.               | Malaysia         | 5                | 07:15            | 2                |

### Qualifikation
| 31. Juli | 08:30 | Argentinien – Malaysia    | 4:4 (1:1) 3:0 i.S. | um Platz 9–12 |
|          | 08:30 | USA – Südafrika           | 0:3 (0:3)          | um Platz 9–12 |
|          | 11:00 | Großbritannien – Pakistan | 1:2 (1:1)          | um Platz 5–8  |
|          | 11:00 | Indien – Südkorea         | 3:3 (1:1) 3:5 i.S. | um Platz 5–8  |
|          | 17:30 | Spanien – Australien      | 2:1 (0:0)          | Halbfinale    |
|          | 20:00 | Deutschland – Niederlande | 1:3 (1:0)          | Halbfinale    |

### Finale
| 1. August | 08:30 | USA – Malaysia           | 1:4 (0:1) | um Platz 11 |
|           | 08:30 | Südafrika – Argentinien  | 2:3 (1:1) | um Platz 9  |
|           | 11:00 | Indien – Großbritannien  | 3:4 (2:1) | um Platz 7  |
| 2. August | 08:30 | Pakistan – Südkorea      | 1:3 (1:2) | um Platz 5  |
|           | 17:00 | Australien – Deutschland | 3:2 (0:1) | um Platz 3  |
|           | 19:30 | Spanien – Niederlande    | 1:3 (0:0) | Endspiel    |

| Rangliste | Rangliste      |
| Platz     | Team           |
| --------- | -------------- |
| 1.        | Niederlande    |
| 2.        | Spanien        |
| 3.        | Australien     |
| 4.        | Deutschland    |
| 5.        | Südkorea       |
| 6.        | Pakistan       |
| 7.        | Großbritannien |
| 8.        | Indien         |
| 9.        | Argentinien    |
| 10.       | Südafrika      |
| 11.       | Malaysia       |
| 12.       | USA            |

### Medaillengewinner
| | | | 4 |
| Niederlande | Spanien | Australien | Deutschland |
| --- | --- | --- | --- |
| Floris Jan Bovelander Guus Vogels Maurits Crucq Jacques Brinkman Tycho van Meer Marc Delissen Ronald Jansen Jeroen Delmee Bram Lomans Taco van den Honert Teun de Nooijer Erik Jazet Remco van Wijk Wouter van Pelt Leo Klein Gebbink Stephan Veen | Juantxo Garcia-Maurino Ramón Jufresa Óscar Barrena Kim Malgosa Jordi Arnau Xavier Escudé Jaime Amat Durán Juan Escarré Víctor Pujol Ignacio Cobos Javier Arnau Antonio González Ramón Sala Juan Dinarés Pablo Amat Pablo Usoz | Mark Hager Grant Smith Stephen Davies Baeden Choppy Lachlan Elmer Brendan Garard Stuart Carruthers Damon Diletti Lachlan Dreher Paul Gaudoin Paul Snowden Lewis Matthew Smith Jay Stacy Ken Wark Daniel Sproule Michael York | Christoph Bechmann Andreas Becker Patrick Bellenbaum Christian Blunck Oliver Domke Björn Emmerling Carsten Fischer Volker Fried Michael Green Michael Knauth Christian Mayerhöfer Sven Meinhardt Klaus Michler Christopher Reitz Stefan Saliger Jan-Peter Tewes |

## Damen

### Spielmodus
Die 8 Teilnehmer spielten in einer Gruppe jeder gegen jeden. Die beiden Ersten der Tabelle spielten um Gold, der Dritte und Vierte um Bronze. Die weiteren Platzierungen ergaben sich aus der Tabelle.

### Hauptrunde
| Spanien und Deutschland qualifizierten sich für das Halbfinale. |       |                              |           |  |
| 20. Juli                                                        | 09:00 | USA – Niederlande            | 1:1 (0:0) |  |
|                                                                 | 11:00 | Australien – Spanien         | 4:0 (1:0) |  |
|                                                                 | 17:30 | Argentinien – Deutschland    | 0:2 (0:2) |  |
|                                                                 | 20:00 | Südkorea – Großbritannien    | 5:0 (1:0) |  |
| 21. Juli                                                        | 17:30 | Spanien – Deutschland        | 4:0 (1:0) |  |
|                                                                 | 20:00 | Niederlande – Großbritannien | 1:1 (1:0) |  |
| 22. Juli                                                        | 09:00 | Australien – Argentinien     | 7:1 (3:0) |  |
|                                                                 | 11:00 | USA – Südkorea               | 3:2 (2:0) |  |
| 23. Juli                                                        | 09:00 | Australien – Deutschland     | 1:0 (1:0) |  |
|                                                                 | 11:00 | Spanien – Argentinien        | 0:1 (0:0) |  |
|                                                                 | 17:30 | Niederlande – Südkorea       | 1:3 (0:0) |  |
|                                                                 | 20:00 | USA – Großbritannien         | 0:1 (0:0) |  |
| 25. Juli                                                        | 09:00 | Spanien – Großbritannien     | 2:2 (1:1) |  |
|                                                                 | 11:00 | Niederlande – Deutschland    | 4:3 (2:1) |  |
|                                                                 | 17:30 | Australien – Südkorea        | 3:3 (2:0) |  |
|                                                                 | 20:00 | USA – Argentinien            | 1:2 (1:1) |  |
| 26. Juli                                                        | 17:30 | USA – Deutschland            | 1:1 (0:1) |  |
|                                                                 | 20:00 | Australien – Großbritannien  | 1:0 (1:0) |  |
| 27. Juli                                                        | 09:00 | Spanien – Südkorea           | 0:2 (0:1) |  |
|                                                                 | 11:00 | Niederlande – Argentinien    | 4:1 (2:0) |  |
| 28. Juli                                                        | 09:00 | Deutschland – Großbritannien | 2:3 (1:0) |  |
|                                                                 | 11:00 | Australien – USA             | 4:0 (4:0) |  |
|                                                                 | 17:30 | Spanien – Niederlande        | 2:4 (1:3) |  |
|                                                                 | 20:00 | Argentinien – Südkorea       | 2:2 (2:1) |  |
| 30. Juli                                                        | 09:00 | Argentinien – Großbritannien | 0:5 (0:2) |  |
|                                                                 | 11:00 | Deutschland – Südkorea       | 0:1 (0:1) |  |
|                                                                 | 17:30 | Spanien – USA                | 0:2 (0:1) |  |
|                                                                 | 20:00 | Australien – Niederlande     | 4:0 (0:0) |  |

| Tabelle | Tabelle        | Tabelle | Tabelle | Tabelle |
| Platz   | Team           | Spiele  | Tore    | Punkte  |
| ------- | -------------- | ------- | ------- | ------- |
| 1.      | Australien     | 7       | 24:04   | 13      |
| 2.      | Südkorea       | 7       | 18:09   | 10      |
| 3.      | Großbritannien | 7       | 12:11   | 8       |
| 4.      | Niederlande    | 7       | 15:15   | 8       |
| 5.      | USA            | 7       | 08:11   | 6       |
| 6.      | Deutschland    | 7       | 10:11   | 5       |
| 7.      | Argentinien    | 7       | 07:21   | 5       |
| 8.      | Spanien        | 7       | 05:17   | 1       |

### Finale
| Die Australierinnen gewannen nach Seoul 1988 zum zweiten Mal das olympische Hockeyturnier. |       |                              |              |            |
| 1. August                                                                                  | 17:00 | Großbritannien – Niederlande | 0:0 3:4 i.S. | um Platz 3 |
|                                                                                            | 19:30 | Australien – Südkorea        | 3:1 (1:1)    | Endspiel   |

| Rangliste | Rangliste      |
| Platz     | Team           |
| --------- | -------------- |
| 1.        | Australien     |
| 2.        | Südkorea       |
| 3.        | Niederlande    |
| 4.        | Großbritannien |
| 5.        | USA            |
| 6.        | Deutschland    |
| 7.        | Argentinien    |
| 8.        | Spanien        |

### Medaillengewinnerinnen
| | | | 4 |
| Australien | Südkorea | Niederlande | Großbritannien |
| --- | --- | --- | --- |
| Michelle Andrews Alyson Annan Louise Dobson Renita Farrell Juliet Haslam Rechelle Hawkes Clover Maitland Karen Marsden Jenny Morris Nova Peris-Kneebone Jackie Pereira Katrina Powell Lisa Powell Danni Roche Kate Starre Liane Tooth | Chang Eun-jung Cho Eun-jung Choi Eun-kyung Choi Mi-soon Jeon Young-sun Jin Deok-san Kim Myung-ok Kwon Soo-hyun Kwon Chang-sook Lee Eun-kyung Lee Eun-young Lee Ji-young Lim Jeong-sook Oh Seung-shin Woo Hyun-jung You Jae-sook | Suzanne Plesman Dillianne van den Boogaard Florentine Steenberghe Willemijn Duyster Mijntje Donners Fleur van de Kieft Nicole Koolen Jeannette Lewin Wietske de Ruiter Ellen Kuipers Margje Teeuwen Carole Thate Jacqueline Toxopeus Stella de Heij Noor Holsboer Suzan van der Wielen | Joanne Thompson Hilary Rose Christine Cook Tina Cullen Karen Brown Jill Atkins Sue Fraser Rhona Simpson Mandy Nicholls Jane Sixsmith Pauline Robertson Jo Mould Tammy Miller Anna Bennett Mandy Davies Kathryn Johnson |

### Team Deutschland
| Deutschland |
| --- |
| Britta Becker Birgit Beyer Melanie Cremer Tanja Dickenscheid Nadine Ernsting-Krienke Eva Hagenbäumer Franziska Hentschel Katrin Kauschke Natascha Keller Irina Kuhnt Heike Lätzsch Kristina Peters Philippa Suxdorf Simone Thomaschinski Vanessa van Kooperen Susanne Wollschläger |